# 内川 (大阪府)
内川（うちかわ）は、大阪府堺市堺区を流れる二級河川。土居川（どいがわ）合流点より下流は竪川（たてかわ）と呼ばれる。

## 地理
内川は短冊型の町割が現在も残る堺市街地の北西を流れ、途中で古川（ふるかわ）と通称される放水路を分岐し、堺市街地の南および南西を流れる土居川を合わせて大阪湾に注ぐ。これらの内川水系は堺市街地を取り囲んでいた環濠の残存部分にあたり、潮の満ち干きで流れる方向が変わる感潮河川である。内川水系の流路延長は約4.7km（内川：約2.0km、古川：約0.6km、土居川：約2.1km）、流域面積は約7.96km2。
以前は水質の悪化で生物はあまり見受けられなかったが、最近では清掃活動の成果もあって魚が見受けられるようになった。現在では、芦ヶ池から仁徳天皇陵の周濠の浄化も兼ねて大仙水路を経て井戸水を導入しており、また、出島漁港から海水の導入も行われている。

## 歴史
大阪湾に西面する環濠都市であった堺は、市街地の北・東・南を堀で囲まれていた。この堀が土居川と呼ばれた。
当初の土居川は1586年（天正14年）に豊臣秀吉によって埋立てられている。1568年（永禄11年）の織田信長への屈服に比肩する自治都市の終焉を象徴するできごとだったが、1583年（天正11年）に始まった大坂城築城および大坂城下の開発との関連が強く、堺商人らの大坂への強制移住と時期を同じくする。
1615年（元和元年）の大坂夏の陣で、堺市街地は豊臣方の手によって火を放たれ全焼した。しかし、江戸幕府は堺の復興にすぐに取り掛かり、堺奉行の長谷川藤広から地割奉行に任命された風間六右衛門によって元和の町割と呼ばれる都市計画が実行された。これにより堺市街地は以前より北・東・南方向へ拡張され、規模も拡大された土居川が再び設けられた。
土居川の東部分の内縁には、大鳥郡北庄村・中筋村・舳松村の農民を現在の錦之町東 - 南旅籠町東間に移住させて農人町が形成され、さらにその内側には、それまで市中に散在していた寺院を移転させて寺町が形成された。また、南部分の外縁には湊村の半ば市街化された集落が広がり、これらの農村は堺廻り4ヶ村と呼ばれた。
その後、1704年（宝永元年）の大和川付け替えによって沿岸部に大量の土砂が堆積しだしたため、市街地の西にも旧海岸線に沿う形で堀が設けられた。これが内川である。加えて、港湾機能が著しく衰退したため、寛政年間に田中治兵衛（布屋治兵衛）や吉川俵右衛門などの尽力によって現在の旧堺港にあたる新港湾と新地が開発され、新港湾に注ぐ竪川、新地の西へ分岐する旭川（あさひがわ）と通称される新堀川が形成された。
1955年（昭和30年）に旭川が埋め立てられ、昭和40年代に入ると、土居川は北・東部分が埋立てられて南部分を残すのみになってしまった。北部分は道路（堺市道三宝高須線）、東部分は土居川公園、平面道路（安井町交差点以北は堺市道砂道翁橋線、以南は国道26号）、高架道路（堺出入口以北は阪神高速15号堺線、以南は国道26号）が建設された。1972年（昭和47年）以降は、竪川以南が土居川、以北が内川という区分になっている。2006年（平成18年）4月1日、内川、内川放水路、土居川の管理業務が大阪府から堺市に移行した。

## こいのぼり
内川、土居川では毎年5月の端午の節句の時期にこいのぼりを川沿いに掲げている。これは堺市の発展を支えてきた川に目を向けてもらう事や、子供たちに季節感を感じてもらう事を目的に地元の堺駅前、堺駅前栄橋の両商店街が2004年に始めたもので、始めた当初は20匹ほどだったが、市民から不要になったこいのぼりを譲り受けるなどして年々数が増え、2010年には230匹ほどになった。

## 環濠クルーズ
かつて内川、土居川は昭和の高度成長期の頃、工場排水や生活排水などでヘドロが溜まり、酷い悪臭が漂うドブ川であった。その後市が河川改修や下水道整備を行い、水質は徐々に改善。また、南海堺駅近くでバーを経営している人物が友人と共に自らの趣味であるカヌーを使った川のごみ拾いを2000年頃から始める。この活動は広がりを見せ、市や地元の商店街などから協力の申し出が出るようになった。その後、市から「川をキレイにするためのイベントをやろう」という打診があり、「内川・土居川まつり」が開催。まつりを通じて校区ごとの清掃活動が盛り上がりを見せ、不法投棄の減少につながった。
環濠クルーズは同まつりでのイベントの一つとして始めたもので、イベントとして定着した後、定期的に運行しようという声が高まり、2006年3月にNPO法人「観濠クルーズSakai」が発足。同年秋から定期船の運行が始まった。
運行は3月末日～11月末の土日（7、8月は運休）。南海堺駅近くの川岸から出発し、川や臨海部を巡る。所要時間は約50分。

## 流域の自治体
大阪府
堺市堺区

## 主な支流
- 内川放水路（分流。通称：古川。戎島の北で大阪湾へ分岐する）
- 土居川

## 並行する交通

### 鉄道
- 南海本線

### 道路
- 大道筋
- 国道26号
- 大阪府道204号堺阪南線

南海バス0番系統シャトルバスが平行して運行されている。